# Aman (Terre du Milieu)
Pour les articles homonymes, voir Aman.
Aman, aussi appelé « le Royaume béni » et « les Terres immortelles » est un lieu de fiction appartenant au légendaire (legendarium) de l'écrivain J. R. R. Tolkien. Le pays apparaît dans le roman Le Silmarillion et est nommé dans le Seigneur des anneaux.
C'est le continent qui, à l'origine, était le plus occidental des territoires sur le bord du monde d'Arda, de l'autre côté du grand océan Belegaer. Ses rivages occidentaux regardent vers la Mer Extérieure, appelée Ekkaia par les Elfes. Au-delà de cette mer se trouvent les Murs de La Nuit.
Aman doit son nom au fait que c'est là que s'installèrent les Valar, les Puissances d'Arda, après la destruction de leur première demeure sur l'île d'Almaren, en l'an 3450 de l'Âge des Lampes, à la suite de l'attaque inattendue du Vala déchu Melkor. La région fut fortifiée par l’érection de la chaîne montagneuse des Pelóri, qui clôturait sa côte orientale. Entre toutes les montagnes des Pelóri, la plus haute était le Taniquetil, au sommet de laquelle le Vala Manwë établit sa résidence dans la tour d'Ilmarin.
La terre des Valar en Aman est Valinor, dont la ville principale, leur cité, est Valmar (ou Valimar). Les autres cités importantes d'Aman sont Tirion et Alqualondë.
En face de la côte orientale d'Aman se trouve l'île de Tol Eressëa (avec au nord de celle-ci la cité d'Alqualondë), au sein de laquelle s’établira le foyer des Calaquendi (les « Elfes de lumière ») quand ceux-ci arriveront de la Terre du Milieu pour s’installer dans le Royaume bienheureux, dans la région d'Eldamar.

## Étymologie
Aman vient de la racine quenyarine « mān » signifiant « bon, béni, intact ».
Ce continent reçut de nombreux autres noms, comme « le Royaume bienheureux », « les Terres immortelles », « la Terre de l'ouest » ou le « Pays béni ».

## Géographie

Carte du pays d'Aman, sur Arda.

Aman est le continent le plus à l'ouest d'Arda, situé entre les mers d'Ekkaia et de Belegaer. On sait globalement peu de choses d'Aman, en dehors de sa localisation : l'unique description de ces terres se trouve dans les premiers chapitres du Quenta Silmarillion (du livre Le Silmarillion). Il y est dit qu'Aman est protégée, à l'est par les Pelóri, la plus haute chaîne de montagnes, bien plus haute encore que les monts Brumeux. Le plus haut pic des Pelóri est le Taniquetil ; c'est là que réside le Vala Manwë et sa compagne Varda.
Au pied du versant occidental des Pelóri, se trouve la contrée bénie de Valinor où demeurent les Valar, ainsi que les Eldar (elfes) des trois clans : les Vanyar au pied du Taniquetil, les Ñoldor dans la cité de Tirion et les Teleri dans la cité d'Alqualondë, et d'autres elfes sur l'île de Tol Eressëa dans la baie d'Eldamar.
Au nord et au sud du continent, se trouvent deux régions désolées entre les montagnes et la mer qui n'appartiennent pas à Valinor. Au sud, se trouve Avathar, là où vivait l'araignée Ungoliant jusqu'à ce que Melkor vienne la chercher ; au nord, s'étend la région glaciale d'Araman (« à côté d'Aman »), puis le « Pays des brumes », Oiomúrë.
Plus au nord du continent, au delà d'Aman, se trouve le détroit d'Helcaraxë (nom quenya du « Chaos des Glaces »), une zone de glaciers qui relie Aman et la Terre du Milieu. C'est ce passage qu'emprunteront Melkor et Ungoliant dans leur fuite vers la Terre du Milieu, ainsi que certains des Ñoldor (menés par Fingolfin), quand ceux-ci tenteront de rejoindre les troupes de Fëanor parties d'Aman à la poursuite de Melkor.

### Araman
Au nord d'Aman se trouve Araman, un territoire s'étendant entre les Pelóri et la mer Belegaer. D'une grande étendue, puisqu'il commençait juste au pied de la chaîne montagneuse, il s'incurvait vers l'ouest et faisait communiquer les Terres éternelles avec l'Helcaraxë, et par là avec la Terre du Milieu.

### Avathar
Â l'extrême sud d'Aman se trouve la région d'Avathar, des terres situées entre les versants orientaux des Pelóri et la mer Belegaer. Dans cette région obscure, et dans une dépression au pied du mont Hyarmentir, habitait la monstrueuse araignée Ungoliant. Melkor se cacha également dans cette région quand sa stratégie de corruption des Eldar fut découverte.
Avathar est un nom en quenya, et peut se traduire par « Les Ombres » parce que la lumière des Arbres de Valinor n'arrivait pas jusque-là.

### Eldamar
Eldamar, qui signifie le « Foyer des Elfes » en quenya (aussi appelé « Elvenhome » dans le Silmarillion), correspond à la région orientale d'Aman où habitent les Elfes, à l'est d'Aman près de la ceinture d'îles entourant la baie du même nom. Son territoire s'étend des deux côtés des énormes chaînes de montagnes des Pelóri et inclut la grande île de Tol Eressëa (avec sa capitale Avallónë). Elle est parfois nommée Elendë dans les récits.

### Valinor
Valinor est la région centrale d'Aman où s'établirent les Valar. Sa capitale était Valmar (ou Valimar).
Là était aussi la colline d'Ezellohar (aussi appelée Corollairë) que la Valië Yavanna bénit en y faisant pousser les deux Arbres de Valinor.

## Histoire d'Aman

### Durant l'Âge des Lampes

Valinor (à gauche) dans le pays d'Aman, au cours des temps anciens (lors des Années des Arbres), éclairée par les deux Arbres de Valinor.
Le reste d'Arda (incluant la Terre du Milieu au delà de la mer de Belegaer, et les terres éloignées de l'est) restent alors dans l’obscurité. Dans cette image, les contours des continents sont purement schématiques.

Après la destruction des Lampes des Valar sur l’île d'Almaren par le Vala déchu Melkor, les autres Valar s'établirent à l'extrême-ouest d'Arda, à Valinor dans le pays d'Aman, une région qu'ils fortifièrent en élevant la chaîne montagneuse des Pelóri.
Ils créèrent leur cité de Valimar (ou Valmar) et les deux Arbres de Valinor, Telperion le Blanc et Laurelin le Doré, qui illuminèrent tout le pays de la lumière qu'ils émettaient. Le compte des années d'Arda commença alors avec la naissance des deux Arbres, qui devint le premier jour du monde.
Au moment où la Valië Varda lança les premières étoiles dans le ciel (au commencement des Années des Arbres ainsi nommées à Aman ; appelées « Âge des Étoiles » en Terre du Milieu), les Premiers-Nés (les Elfes) s'éveillèrent sur les rives du lac Cuiviénen en Terre du Milieu. Ils y furent découverts par le Vala Oromë qui les nomma les Eldar (un terme qui fut ensuite réservé aux seuls elfes qui partirent à l'ouest, en Aman).
Les Valar décidèrent alors d'inciter les elfes à aller avec eux sur le continent d'Aman, puisqu'en Terre du Milieu régnait la domination maléfique de Melkor. Mais, avant même que les Valar ne les aient découverts, Melkor fut le premier à connaître l'existence des elfes et en captura beaucoup ; Melkor les transforma (au moyen de tortures et en les dénaturant) pour créer ses Orques. D'autres elfes renoncèrent également à suivre Oromë jusqu'à Aman, et devinrent les Moriquendi (les « Elfes de la Nuit »), ceux qui ne virent jamais la lumière des Arbres.
Les Valar invitèrent les elfes à se rendre sur les Terres immortelles en Eldamar, une zone d'Aman réservée pour eux. Le Vala Ulmo, qui règne sur les océans, les amena à Aman en les faisant traverser la grande mer de Belegaer sur une île qu'il utilisa comme un bateau, appelée Tol Eressëa, et où vécurent ensuite beaucoup d'elfes du Pays béni, non loin de Valinor. Quand ce fut au tour des Teleri de faire le voyage vers l'ouest, ceux-ci aimèrent tant la mer que le Maia Ossë, vassal d'Ulmo, convainquit son maître d'ancrer l'île de Tol Eressëa dans la baie d'Eldamar, en face des côtes de Valinor.
Parmi les Elfes qui allèrent à Aman, il y eut ceux des peuples Vanyar, les Ñoldor et la majorité des Teleri.

### Durant les Années des Arbres
Presque à la fin des Années des Arbres, il advint que certains des elfes de la race Ñoldor qui avaient fait le voyage vers Aman retournèrent en Terre du Milieu, à la suite du vol des trois précieux joyaux de Fëanor, les Silmarils, et de l'assassinat de son père (le roi Finwë) par le Vala déchu Melkor (renommé ensuite « Morgoth » par Fëanor) ; le Vala avait aussi fait empoisonner les deux Arbres de Valinor par l'araignée Ungoliant. Parmi ceux qui quittèrent Aman figuraient Galadriel, menés par Fëanor et Fingolfin qui guidèrent leur peuple vers la Terre du Milieu.

### Au Premier Âge
Au Premier Âge, après beaucoup de guerres et de souffrances causées en Terre du Milieu par Morgoth sur les peuples elfes, le marin semi-elfe Eärendil se rend à Aman pour obtenir l'aide des Valar. Ceux-ci qui rassemblèrent une armée et se dirigent en Terre du Milieu pour combattre Morgoth, dans la Guerre de la Grande Colère, causant la destruction d'une majeure partie des terres du Beleriand qui seront ensevelies sous les eaux.

### Au Deuxième Âge
Après le Premier Âge, une partie des Hommes de la terre du Milieu, le peuple des Edain, fut récompensé par les Valar pour avoir lutté courageusement à leurs côtés dans la guerre contre Morgoth. Mais, comme Eru Ilúvatar ne permettait pas que les humains pénètrent dans le pays béni d'Aman (car n'étant pas immortels comme les elfes), ceux-ci ne vécurent pas avec les Valar mais eurent une espérance de vie bien plus longue que les autres humains et furent plus habiles et plus forts. Ils reçurent en cadeau l'île de Númenor (au centre de l'océan Belegaer, entre Aman et la Terre du Milieu) et y établirent une puissante civilisation.

La chute de Númenor et les changements apportés par la suite au monde d'Arda (avec notamment le transport de la région d'Aman hors du monde réel). Dans ce dessin, les limites des continents sont purement schématiques.

Les hommes de Númenor avaient interdiction de naviguer vers Aman, la Terre immortelle ; c'est pourquoi, en l'an 3319 du Second Âge, quand l'armada des navires númenoréens menés par Ar-Pharazôn (le puissant roi de Númenor, corrompu par Sauron) tenta d'envahir Aman, cela aboutit à leur perte et à la submersion de l'île de Númenor ; Ilúvatar, irrité de leur audace, détruisit leur flotte et ensevelit leur patrie sous les eaux.
Par la suite, les Terres immortelles d'Aman furent définitivement interdites d'accès aux mortels ; Aman fut transportée hors du monde réel et devint inaccessible par les méthodes normales ; les seuls êtres pouvant s'y rendre étaient ceux qui connaissaient la « Voie droite », une route mystique (qui évitait la rotondité de la Terre) pour aller à Aman, prise par les navires elfes en Terre du Milieu, notamment à partir des Havres Gris de Círdan sur les côtes du Lindon.
Peu avant la submersion de Númenor, seule une poignée de númenoréens fidèles aux Valar, menés par Elendil, qui avaient prévu ce qui allait se passer, partirent par bateau en exil dans les Terre du Milieu avant le désastre. Ils créèrent là-bas les royaumes d'Arnor et du Gondor. Ce peuple devint les Dúnedain, les descendants des hommes de Númenor en Terre du Milieu.

### Au Troisième Âge
Dans les Contes et légendes inachevés, il est dit que les Istari (les Mages) vinrent « de l'Extrême-Occident, au-delà des Mers » au début du Troisième Âge.
En l'an 3021 TA, après la fin de la Guerre de l'Anneau qui vit la chute de Sauron pour toujours, presque tous les Hauts Elfes de la Terre du Milieu (comme Elrond, dame Galadriel et Cirdan) partirent des Havres Gris en direction d'Aman sur les derniers navires, accompagnés de Gandalf et des hobbits Bilbon et Frodon Sacquet, excepté le roi elfe Celeborn, qui resta en Lothlórien avec quelques-uns des siens.

### Au Quatrième Âge
En l'an 60 du Quatrième Âge quand Rose, l’épouse du hobbit Sam Gamegie meurt, Sam part pour les Collines des Tours (à l'ouest de la Comté en Terre du Milieu) où il revoit sa fille Elanor pour la dernière fois, lui confiant le Livre rouge de la Marche de l'Ouest. Après lui avoir fait ses adieux, il part jusqu'aux Havres Gris d'où il est dit qu'il gagne ensuite les Terres immortelles, en tant que dernier des Porteurs de l'Anneau unique encore présent en Terre du Milieu.
Le 1er mars 120 du Quatrième Âge, quand le roi Elessar (l’ancien membre des rôdeurs du nord nommé Aragorn), souverain du royaume réunifié du Gondor et de l'Arnor, se fatigue de la vie à la suite d'un règne de 120 ans et alors qu'il est âgé de 210 ans, celui-ci cède son trône à son fils Eldarion avant de prendre son dernier sommeil sur sa tombe à Minas Tirith. C'est alors que l’elfe Legolas construit en Ithilien un navire et, accompagné de son ami le nain Gimli, met les voiles pour le pays d'Aman, naviguant sur l'Anduin jusqu'à arriver à la mer pour se rendre finalement dans les Terres immortelles. Ce départ marque alors la fin des derniers membres de la Communauté de l'Anneau en Terre du Milieu, et plus rien n'est dit sur cette époque par la suite.

## Conception
Le continent occidental, demeure des Valar, est présent dans l'œuvre de Tolkien dès les Contes perdus (années 1910-1920). Alors appelé « Terres extérieures » (Outer Lands), il comprend les régions de Valinor et d'Eruman ou Arvalin, situées à l'ouest des montagnes et au sud de Valinor. Les cartes de cette époque montrent que Tolkien n'envisageait alors que deux continents majeurs dans son monde : les « Terres extérieures » et les « Grandes Terres » (future Terre du Milieu). À l'époque, Tolkien semble avoir considéré Tol Eressëa comme beaucoup plus distante du continent d'Aman qu'il ne le fera par la suite.
Dans les versions suivantes du futur Silmarillion (L'Esquisse de la Mythologie, v. 1926, et la Quenta Noldorinwa, 1930), le continent occidental n'est plus nommé. Le nom Aman apparaît bien sur l'une des cartes associées à L'Ambarkanta, mais Christopher Tolkien explique qu'il s'agit d'un ajout tardif, et que le nom ne fut probablement jamais employé par son père avant les années 1940 et les textes de l'Ainulindalë, où Aman est employé pour désigner l'intégralité d'Eä. Le terme n'acquiert son sens final que dans la dernière version du texte.
Dans les Contes perdus, les enfants des hommes peuvent se rendre en Aman dans leur sommeil ; une idée qui allait être abandonnée par la suite. Plus tard, lorsque Tolkien réfléchira sur la nature particulière du continent choisi par les Valar, il décidera que les humains y seraient interdits : Eru interdisant de modifier leur nature mortelle, ils ne pourraient en tirer que frustration et rancœur.